# .ye

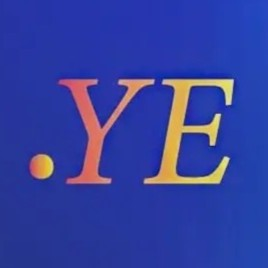
Logo domény .ye

.ye je internetová národní doména nejvyššího řádu pro Jemen.
Zdá se, že v .ye doméně jsou povoleny pouze registrace třetí úrovně pod doménou .com.ye